# 江苏法尔胜足球俱乐部
江苏法尔胜足球俱乐部是一家已解散的中国足球俱乐部。俱乐部成立于1998年3月28日，由江苏钢绳集团（今江苏法尔胜泓升集团）设立，俱乐部位于江苏省江阴市，是中华人民共和国的县级市中首家足球俱乐部。1998年，俱乐部首次参加中國足球乙級聯賽，预赛中分在华东区，未能晋级。同年，球队成立青年队。1999年中國足球乙級聯賽，球队在预赛中被分到B组，十战仅胜一场，列小组末名被淘汰。2000年，球队没有报名参加中国足球乙级联赛。不过，这一年青年队打入全国青年联赛决赛，最终排名第六。2001年，俱乐部解散。